# Tongariro
Il Tongariro (/ˈtɒŋɡərɪroʊ/; māori: [tɔŋaɾiɾɔ]) è un vulcano complesso facente parte della zona vulcanica di Taupo, nell'Isola del Nord della Nuova Zelanda. Si trova a 20 km a sud-ovest del lago Taupo ed è la struttura più settentrionale del gruppo costituito dai tre vulcani attivi che dominano il panorama dell'Isola del Nord centrale.

## Geologia
Il monte fa parte del centro vulcanico di Tongariro, che consiste in quattro massicci di andesite: Tongariro, Kakaramea, Pihanga e Ruapehu. Sono le eruzioni andesitiche che hanno formato il Tongariro, uno stratovolcano composto di strati di lava e tefra che raggiunge l'altezza di 1978 m s.l.m.. La sua prima eruzione è avvenuta 275 000 anni fa.
Il Tongariro è composto da almeno 12 coni. Il Ngauruhoe, pur essendo spesso considerato una montagna separata, è geologicamente un cono del Tongariro. È anche lo sfiatatoio più attivo: ha eruttato più di 70 volte dal 1839; l'ultimo evento è avvenuto dal 1973 al 1975.
Sono state registrate attività anche in altre bocche nella storia recente. I crateri Te Māri hanno eruttato nel 2012, per la prima volta dal 1897. Il Cratere Rosso (Red Crater) ha eruttato cenere l'ultima volta nel 1926 e ospita fumarole attive. Ci sono molti crateri da esplosione sul massiccio; l'acqua ha riempito alcuni di questi per formare il lago Blu (Blue Lake) e i laghi di Smeraldo (the Emerald Lakes). Sebbene in epoca storica il Tongariro non ha avuto eruzioni superiori a 2 come indice di esplosività vulcanica (VEI), in passato ha registrato eventi di VEI 5, come nel 550 ± 200 anni a.C. dove l'eruzione ha coinvolto il Ngauruhoe e il Cratere Rosso, oppure in epoca più antica, nel 9350 circa, nel 9450 circa e nel 9650 circa.

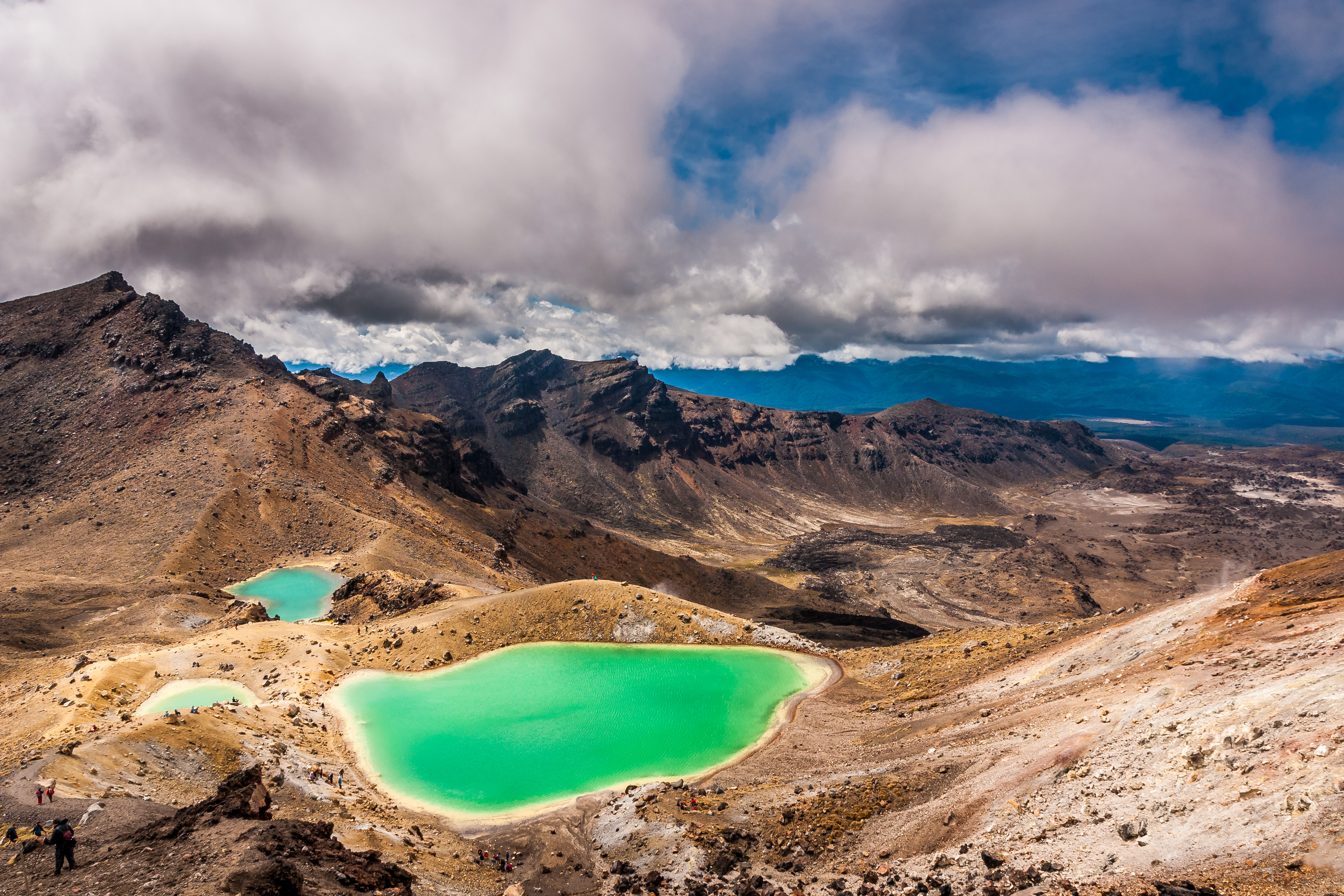
Vista dei laghi di Smeraldo.

L'alta quota e il rigido clima alpino da marzo a ottobre provocano precipitazioni nevose in inverno (sul vicino monte Ruapehu ci sono piste di sci) e la pioggia può gelare, provocando gelicidio; al contrario, a metà e fine estate, le montagne possono essere spoglie, a parte i residui di neve nei canaloni esposti a sud. Al contrario del Ruapehu, non vi sono ghiacciai sul Tongariro. Tuttavia, le testimonianze geomorfologiche sotto forma di morene e circhi indicano la precedente presenza di ghiacciai montani. La datazione delle morene sul versante ovest indicano che si sono create valli glaciali numerose volte durante l'ultimo ciclo glaciale, prima di fondere alla fine dell'ultimo massimo glaciale, circa 18 000 anni fa.

## Storia
Il Tongariro si trova nel Parco nazionale del Tongariro, uno dei primi parchi nazionali al mondo ed il primo della Nuova Zelanda. Era stato reso sacro nel 1887 da Te Heuheu Tukino IV (Horonuku), capo supremo dell'iwi Maori Ngati Tuwharetoa e conseguentemente istituito come parco nazionale per preservare la sua naturale bellezza. Il parco include anche i picchi di Ngauruhoe e Ruapehu, entrambi situati a sud-ovest del Tongariro.
La popolare via d'escursionismo detta "Tongariro Alpine Crossing" passa fra il Tongariro ed il Ngauruhoe.
Il monte Tongariro e i suoi dintorni appaiono in numerose inquadrature de Il Signore degli Anelli di Peter Jackson.

### Eruzione del 2012
Alle 23:50 (NZST, UTC+12) del 6 agosto 2012, il Tongariro ha avuto un'eruzione idrotermale dopo un mese di crescente attività. L'eruzione ha coinvolto i crateri Te Māri, che erano stati dormienti sin dal 1897.
L'eruzione vera e propria si è dichiarata in una nuova bocca sotto il cratere Te Māri superiore, lanciando blocchi grandi 1 metro fino a 2 km di distanza.
Una nuvola alta 6,1 km ha depositato cenere in tutta la regione, particolarmente ad est del vulcano. Secondo il NIWA, la nuvola conteneva circa 10000 m³ di cenere, raggiungendo 25 km di lungo e 15 km di largo 39 minuti dopo l'eruzione. Cenere e odore di zolfo si sono sentiti fino a Napier e Hastings.
L'eruzione non ha fatto vittime, anche se ha creato danni materiali. La State Highway 1 ad est e la State Highway 46 a nord del vulcano hanno entrambi ricevuto uno strato di 5 cm di cenere, e sono state chiuse fino alla mattina successiva. Le particelle di cenere vulcanica misuravano fra i 2 ed i 3 millimetri. Lo spazio aereo in un raggio di 12 km dal vulcano è stato chiuso e alcuni voli di Air New Zealand sono stati cancellati per timore che la cenere crei danni ai motori degli aeromobili.
Un'altra eruzione, il 21 novembre dello stesso anno, alle 13:20, ha fatto alzare una nuvola di cenere alta 4 000 metri. Anche in questa occasione, numerosi voli sono stati cancellati la mattina successiva.